# Calm After the Storm
„Calm After the Storm“ (на български: Затишие след бурята) е песен на нидерландското дуо „Дъ Комън Линетс“, избрана да представи Нидерландия на песенния конкурс „Евровизия 2014“.
Заглавието на песента става ясно още на 4 март 2014 година. На 12 март излиза акустичната версия на песента, а на следващия ден е представена нейната пълна (студийна) версия, която ще бъде изпратена на конкурса.

## Избор на песен
Певицата Илзе де Ланж споделя, че е трябвало да се направи избор измежду 28 песни, от които само 3 били подходящи.
| „ | В този албум вероятно има дори още по-забележителни песни, но ние избрахме песента, която ни допадна най-много. Това е песен със своя атмосфера, прочувствена песен. Вече имаме боен план и сме подготвили всичко – от разположението ни на сцената до самото изпълнение. | “ |